# Fantasy Filmfest 2001
Das 15. Fantasy Filmfest (2001) fand in der Zeit vom 24. Juli bis 21. August in den Städten Berlin, Frankfurt, Hamburg, Köln, München und Stuttgart statt.

## Liste der gezeigten Filme
| Titel                                         | Regisseur                                       | Sparte                 |
| --------------------------------------------- | ----------------------------------------------- | ---------------------- |
| The American Nightmare                        | Adam Simon                                      | Best of Festivals      |
| Andromeda                                     | Diverse                                         | Matinee                |
| Atlantis – Das Geheimnis der verlorenen Stadt | Gary Trousdale und Kirk Wise                    | Sneak Preview          |
| The Attic Expeditions                         | Jeremy Kasten                                   | Official Selection     |
| The Bible and Gun Club                        | Daniel J. Harris                                | Best of Festivals      |
| Das Geheimnis des Meisters (Bichunmoo)        | Kim Young-jun                                   | Focus Asia             |
| Black Angel                                   | Jorge Olguín                                    | Official Selection     |
| Bloody Beach                                  | Kim In-soo                                      | Focus Asia             |
| Blue Remains                                  | Hisaya Takabayashi und Toshifumi Takizawa       | Focus Asia             |
| Bride of Re-Animator                          | Brian Yuzna                                     | Hommage an Brian Yuzna |
| Camera Obscura                                | Hamlet Sarkissian                               | Official Selection     |
| Chopper                                       | Andrew Dominik                                  | Official Selection     |
| Allein unter Nachbarn – La comunidad          | Álex de la Iglesia                              | Best of Festivals      |
| The Delivery                                  | Roel Reiné                                      | Official Selection     |
| Donnie Darko                                  | Richard Kelly                                   | Official Selection     |
| Down                                          | Dick Maas                                       | Official Selection     |
| Die fabelhafte Welt der Amélie                | Jean-Pierre Jeunet                              | Centerpiece            |
| Faust: Love of the Damned                     | Brian Yuzna                                     | Official Selection     |
| Final Fantasy: Die Mächte in dir              | Hironobu Sakaguchi und Motonori Sakakibara      | Sneak Preview          |
| The Forsaken – Die Nacht ist gierig           | J. S. Cardone                                   | Official Selection     |
| The Gift – Die dunkle Gabe                    | Sam Raimi                                       | Official Selection     |
| The Heart of the Warrior                      | Daniel Monzón                                   | Official Selection     |
| Hide and Seek                                 | Sidney J. Furie                                 | Official Selection     |
| The Hole                                      | Nick Hamm                                       | Official Selection     |
| Der Makler                                    | Lance W. Dreesen und Clint Hutchison            | Official Selection     |
| Jason X                                       | Jim Isaac                                       | Closing Night          |
| Jeepers Creepers                              | Victor Salva                                    | Official Selection     |
| Legion of the Dead                            | Olaf Ittenbach                                  | Midnight Madness       |
| Love Bites                                    | Antoine de Caunes                               | Official Selection     |
| The Mechanism                                 | Djordje Milosavljevic                           | Best of Festivals      |
| Memento                                       | Christopher Nolan                               | Best of Festivals      |
| After Midnight                                | Rolfe Kanefsky                                  | Official Selection     |
| Mortal Transfert                              | Jean-Jacques Beineix                            | Best of Festivals      |
| H.P. Lovecraft's Necronomicon                 | Brian Yuzna, Christophe Gans und Shûsuke Kaneko | Hommage an Brian Yuzna |
| Nightmare                                     | Ahn Byeong-ki                                   | Focus Asia             |
| Bruderschaft des Todes                        | Mateo Gil                                       | Official Selection     |
| P. Tinto's Miracle                            | Javier Fesser                                   | Best of Festivals      |
| Der Pakt der Wölfe                            | Christophe Gans                                 | Opening Night          |
| Crossfire                                     | Shûsuke Kaneko                                  | Focus Asia             |
| Le Rat                                        | Christophe Ali und Nicolas Bonilauri            | Official Selection     |
| Re-Animator                                   | Stuart Gordon                                   | Hommage an Brian Yuzna |
| Return of the Living Dead III                 | Brian Yuzna                                     | Hommage an Brian Yuzna |
| Ripper – Briefe aus der Hölle                 | John Eyres                                      | Official Selection     |
| Das Ritual – Im Bann des Bösen                | Avi Nesher                                      | Official Selection     |
| Scary Movie 2                                 | Keenen Ivory Wayans                             | Official Selection     |
| Series 7 – Bist du bereit?                    | Daniel Minahan                                  | Best of Festivals      |
| Sleepless                                     | Dario Argento                                   | Official Selection     |
| Dark Society                                  | Brian Yuzna                                     | Hommage an Brian Yuzna |
| Der Schlafwandler                             | Johannes Runeborg                               | Official Selection     |
| Spy Kids                                      | Robert Rodriguez                                | Official Selection     |
| Subconscious Cruelty                          | Karim Hussain                                   | Midnight Madness       |
| Swimming Pool – Der Tod feiert mit            | Boris von Sychowsk                              | Official Selection     |
| Tales of the Unusual                          | Diverse                                         | Focus Asia             |
| Time and Tide                                 | Tsui Hark                                       | Focus Asia             |
| Tokyo Raiders                                 | Jingle Ma                                       | Focus Asia             |
| The Unsaid – Lautlose Schreie                 | Tom McLaughlin                                  | Official Selection     |
| Vampire Hunter D: Bloodlust                   | Yoshiaki Kawajiri                               | Focus Asia             |
| Visitor Q                                     | Takashi Miike                                   | Focus Asia             |
| Vortex                                        | Michael Pohl                                    | Official Selection     |
| The Way of the Gun                            | Christopher McQuarrie                           | Official Selection     |
| XChange                                       | Allan Moyle                                     | Official Selection     |

Neben dem Langfilmprogramm wurden in der Rubrik Get Shorty diverse Kurzfilme gezeigt, u. a. Staplerfahrer Klaus.